# Féodalité en France
La féodalité en France est un système politique qui a existé dans le royaume de France principalement entre le IXe et le XIIIe siècle, même si on trouve du droit féodal jusqu'au XVIe siècle et que sa disparition est officielle avec la Révolution française en 1789.

## Histoire

### Les origines
Le système féodal trouve son origine avec le régime de la clientèle des Mérovingiens. Un homme libre se mettait alors au service d'un autre, plus puissant, en échange d'une protection. Le suzerain pouvait donner une terre en bénéfice à son vassal pour que celui-ci l'entretienne, même si cette pratique reste très marginale. Avec les Carolingiens, la pratique de concéder une terre à un vassal devient courante, puis la norme au milieu du VIIIe siècle. Les bénéfices ne sont pas héréditaires, mais il n'est pas rare qu'un seigneur concède au fils d'un vassal décédé la terre que celui-ci tenait en bénéfice. Ainsi, certaines terres restent dans la même famille depuis le début des temps Carolingiens. En 877, Charles le Chauve prépare son expédition d'Italie en promulguant le capitulaire de Quierzy, qui concède un caractère héréditaire aux vassaux royaux durant la durée de son absence.

## Historiographie

### Le système féodal: une notion née auXVIIesiècle
Il faut rappeler en guise de préambule que la notion de système féodal, et par là même de féodalité, est née au 2ème siècle .

### Les débats autour des mutations féodales
La société féodale serait, d'après certains historiens comme Pierre Bonnassie ou Jean-Pierre Poly, le résultat de la disparition de l'autorité publique autour du XIe siècle, due à une crise sociopolitique, la mutation féodale ; mais d'autres chercheurs, comme Dominique Barthélemy, ne distinguent pas de changement majeur entre les temps carolingiens et le XIIe siècle, quelques auteurs allant jusqu'à nier la notion même de féodalité.